# Тирион Ланистър
Тирион Ланистър е литературен герой от епичната фентъзи поредица „Песен за огън и лед“ на Джордж Р. Р. Мартин.

## Биография
Тирион произхожда от един от Великите родове – Домът Ланистър. Баща му сир Тивин Ланистър е Гарант на Запада, върховния лорд на западните части на Вестерос. Сестра му Церсей е кралица, съпруга на Робърт Баратеон, а брат му Джайм рицар от Кралската гвардия. Наричан от всички Дяволчето, Тирион е джудже с неособено привлекателна външност. Главата му е твърде голяма за тялото, двете му очи са с различен цввят, а половината си нос губи при битката при Черната вода.
Поддържа добри отношения с брат си Джайм, но е ненавиждан от сестра си, кралица Церсей. Баща му лорд Тивин също го ненавижда, след като при раждането му, умира майка му. Така детството на Тирион минава изключително тежко под непрестанните упреци и подигравки в дома на баща му. Точно за това може би, единствен той успява да избегне прословутото коварство и жестокост на Дома Ланистър и да развие състрадателност и благородство. Лишен е груба физическа сила, Тирион залага на изключителната си интелигентност и комбинативност.